# John Hughes (labdarúgó, 1943)
John Hughes (Coatbridge, 1943. április 3. – 2022. augusztus 1.) válogatott skót labdarúgó, csatár, edző.

## Pályafutása

### Klubcsapatban
1959 és 1971 között a Celtic labdarúgója volt. Hét skót bajnoki címet és öt kupagyőzelmet nyert a csapattal. Tagja volt az 1966–67-es idényben BEK-győztes együttesnek, de a döntőn nem lépett pályára. Az 1969–70-es idényben ismét BEK-döntőig jutott a csapattal és a milánói döntőn is szerepelt, de a holland Feyenoordtól 2–1-re kikaptak. 1971 és 1973 között az angol Crystal Palace játékosa volt. 1973-ban a Sunderland agnolkupa-győztes csapatában fejezte be az aktív labdarúgást.

### A válogatottban
1965 és 1969 között nyolc alkalommal szerepelt a skót válogatottban és egy gólt szerzett.

### Edzőként
1975–76-ban a Stanraer vezetőedzője volt.

## Családja
Testvére Billy Hughes (1948–2019) válogatott labdarúgó.

## Sikerei, díjai
Celtic
- Skót bajnokság
  - bajnok (7): 1965–66, 1966–67, 1967–68, 1968–69, 1969–70, 1970–71, 1971–72
- Skót kupa
  - győztes (5): 1965, 1967, 1969, 1971, 1972
- Bajnokcsapatok Európa-kupája (BEK)
  - győztes: 1966–67
  - döntős: 1969–70

 Sunderland
- Angol kupa (FA Cup)
  - győztes: 1973